# Einar Holmberg

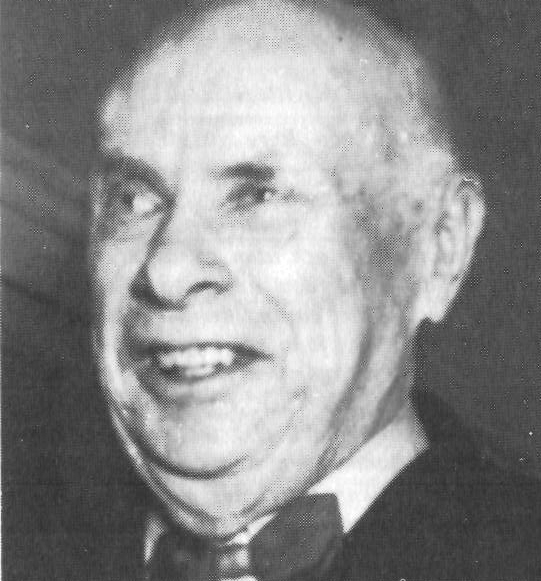
Einar Holmberg.

Einar Anders Holmberg, född 7 april 1878 i Åbo, död där 12 december 1959, var en finlandssvensk tidningsman. Han var far till Agneta Olin.
Holmberg blev filosofie kandidat 1903, lärare vid Ålands folkhögskola samma år och var föreståndare för Borgå folkhögskola 1905–1912. Efter att ha studerat biblioteksväsendet i Storbritannien och USA samt Skandinavien var stadsbibliotekarie i Åbo 1912-1918, var därjämte Svenska folkskolans vänners bibliotekskonsulent 1910–1916 och föreståndare för svenska arbetarinstitutet i Åbo 1916–1918. Han var verksam vid "Åbo Underrättelser" 1918–1948 och tidningens chefredaktör 1919–1933. 
Holmberg lade ned ett energiskt arbete på folkbildningens befrämjande och tillhörde Finlands riksdag 1939–1945 för Svenska folkpartiet. Han skrev bland annat två lustspel och När livet log (1954) samt memoarer. 